# Jüdischer Friedhof (Hitzacker)

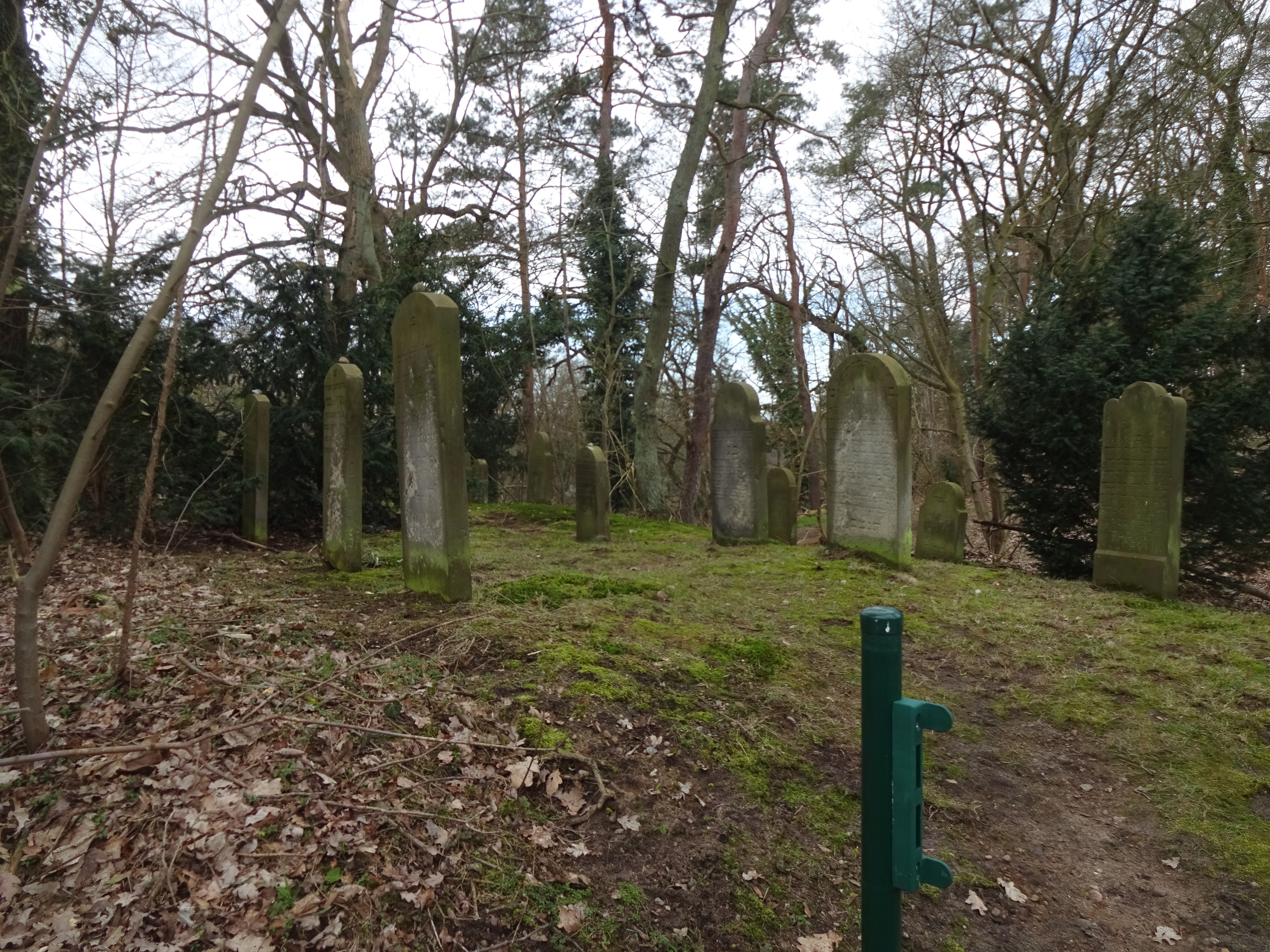
Der jüdische Friedhof in Hitzacker (März 2023)

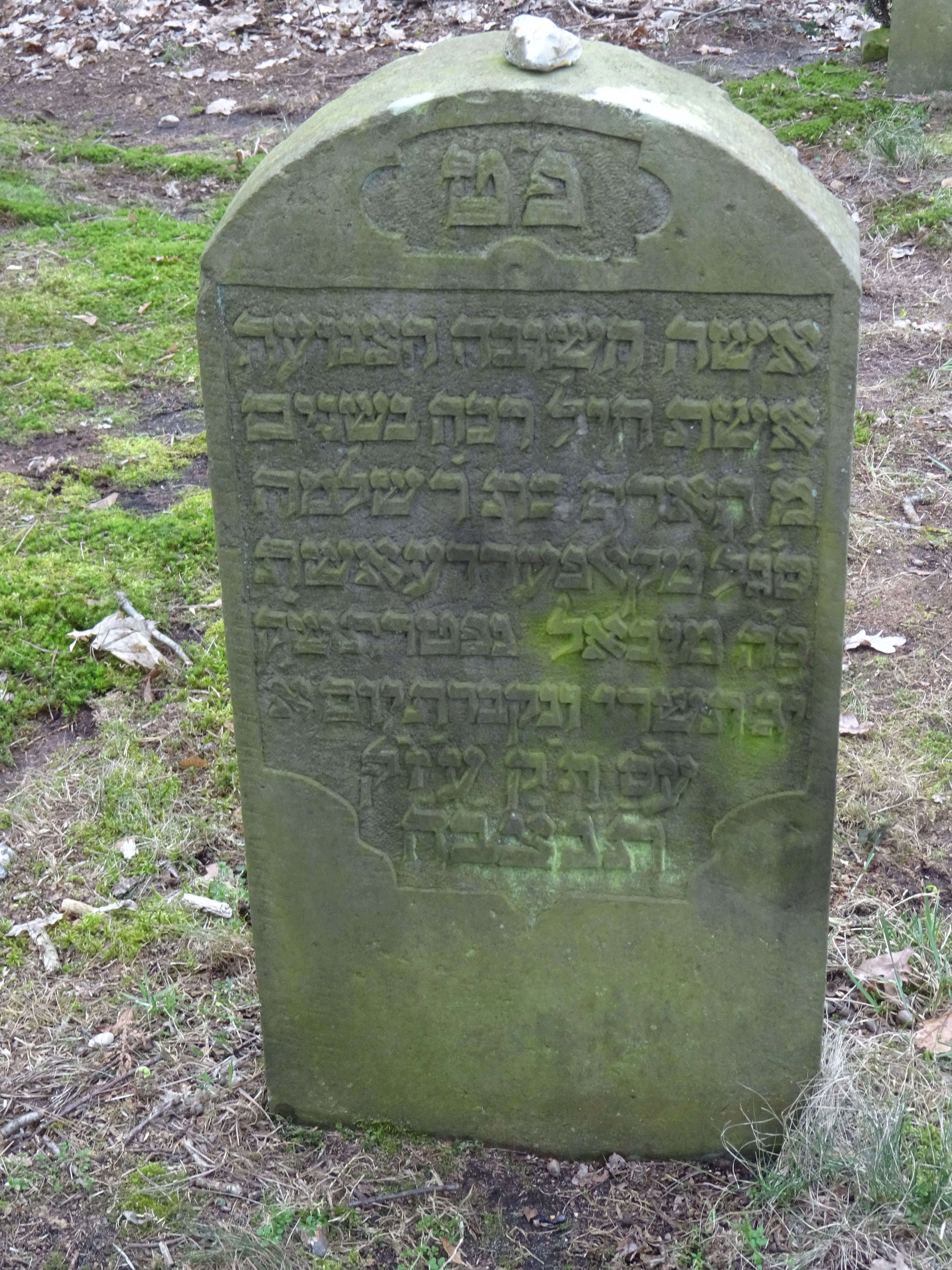
Grabstein auf dem jüdischen Friedhof in Hitzacker (März 2023)

Der Jüdische Friedhof Hitzacker liegt in der Stadt Hitzacker (Elbe) im niedersächsischen Landkreis Lüchow-Dannenberg. Auf dem jüdischen Friedhof Am Langenberg, zwischen Weinbergsweg und De-Breede-Stieg, der von 1816 bis zum Jahr 1862 belegt wurde, sind 13 Grabsteine erhalten.